# Lawdar (huyện)
Huyện Lawdar là một huyện thuộc tỉnh Abyan, Yemen. Đến thời điểm năm 2003, huyện này có dân số 88155 người